# ГЕС Гіфлау
ГЕС Гіфлау (нім. Kraftwerk Hieflau) — одна з електростанцій в Австрії на річці Енс (права притока Дунаю), у провінції Штирія. Найвища станція створеного на Енсі каскаду.
У межах проєкту, розпочатого будівництвом у 1952 році та введеного в експлуатацію у 1956-му, спорудили земляну греблю Ваг висотою 12 метрів та довжиною 1100 метрів, яка утворила водосховище з об'ємом 1,66 млн м3. Від греблі до машинного залу ведуть водоводи довжиною 260 метрів, які забезпечують напір у 85 метрів. Сам зал первісно був обладнаний двома турбінами типу Френсіс, до яких у 1965 році додали третю, що довело потужність ГЕС до 63 МВт.
У 2007—2013 роках ГЕС пройшла комплексну модернізацію. Окрім реновації всіх турбін, здійснили гідроізоляцію спорудженого у вапняках водосховища, завдяки чому втрати води практично дорівнюють нулю. Крім того, для збільшення виробітки електроенергії організували додаткове надходження ресурсу до водосховища за допомогою 6-кілометрового тунелю. Можливо також відзначити, що під час модернізації комплекс обладнали рибоходом.
Видача продукції відбувається по ЛЕП, що працює під напругою 110 кВ.